# Guillaume de Hesse-Darmstadt
Guillaume Louis Frédéric Georges Émile Philippe Gustave Ferdinand de Hesse et du Rhin, né le 16 novembre 1845 à Bessungen, près de Darmstadt et décédé le 24 mai 1900 au Palais Rosenhöhe (Darmstadt) est un prince de Hesse et du Rhin et général d'infanterie.

## Origines
Guillaume est le fils cadet du prince Charles de Hesse-Darmstadt (1809-1877) et d'Élisabeth de Prusse (1815-1885), fille du prince Guillaume de Prusse. Son frère aîné est Louis IV de Hesse (1837-1892) et sa sœur cadette Anna de Hesse-Darmstadt (1843-1865), Grande Duchesse de Mecklembourg-Schwerin. Son frère Henry (1838-1900) est prince de Hesse et du Rhin et général de cavalerie.

## Biographie
Très tôt, Guillaume de Hesse-Darmstadt porte un vif intérêt pour l'art. Il aime la musique et de même que son neveu le grand-duc Ernst Ludwig (1868-1937), il s'est souvent rendu à Bayreuth, le « temple de la musique » de Richard Wagner. Le prince est aussi un ami de la femme de Wagner, Cosima. Son mariage morganatique avec Joséphine Bender lui a valu l’arrêt de sa carrière militaire, avec le grade de général. Dans sa vie les relations familiales jouent un rôle important. La mère du prince, Elizabeth, et la mère du roi Louis II de Bavière sont sœurs.
Le prince était un ami du roi Louis II. La correspondance importante entre les deux cousins apporte un éclairage nouveau sur la relation entre les cours de Bavière et de Hesse, ainsi que sur les relations entre roi Louis et le prince Guillaume. Les deux cousins ont des rapports chaleureux et conviviaux.

## Mariage et descendance
Guillaume de Hesse-Darmstadt et sa famille vivent au  Palais Rosenhöhe. Il épouse le 24 février 1884 en France Josephine Bender (1857-1942), originaire de Lichtenberg, dans le Bas-Rhin. Il est le père de Gottfried von Lichtenberg (1877-1914) qui meurt à Esternay, dans département de la Marne pendant la Première Guerre mondiale.